# مارسلو سبالوس
مارسلو سبالوس (انگلیسی: Marcelo Ceballos؛ زادهٔ ۱۹ ژانویهٔ ۱۹۷۲) بازیکن فوتبال اهل آرژانتین است.